# Boussu
Pour les articles homonymes, voir Boussu (homonymie).
Boussu (en borain, variante du picard, et en wallon Boussu-dlé-Mont) est une commune francophone de Belgique située en Région wallonne dans la province de Hainaut, ainsi qu’une localité située à une dizaine de kilomètres de Mons et de la frontière française où siège l’administration communale. Boussu se situe dans le Borinage, région anciennement réputée pour son bassin minier.

## Étymologie
De même que sa voisine, Hornu, cette commune est fort ancienne et l’histoire de sainte Waudru y mentionne l’existence d’une église au XIIe siècle. Dans les actes du passé, Boussu conquiert des titres fort divers : Buxutum, Bussuth, Bussut, Bossut, Boussut. Cependant l’étymologie est fort simple. Cela signifie « l’endroit abondant en buis » (en latin buxus : signifiant buis ou buxutum signifiant taillis de buis).

## Géographie
Boussu est une commune francophone de Belgique située en Région wallonne dans la province de Hainaut, à une dizaine de kilomètres de Mons et une petite dizaine de la frontière française.
L'entité de Boussu englobe les anciennes communes de Boussu (7300) et Hornu (7301). Cette région présente un paysage varié, allant des zones urbaines de Boussu-centre et Hornu aux quartiers résidentiels plus paisibles du Petit-Hornu et Boussu-Bois situés dans le haut de la commune.
La commune fait aussi partie de l'aire urbaine Mons-Borinage avec Quaregnon, Saint Ghislain, Colfontaine, Dour, Frameries et Mons.

### Sections de la commune
| # | Nom    | Superf. (km²). | Habitants (2020). | Habitants par km² | Code INS |
| - | ------ | -------------- | ----------------- | ----------------- | -------- |
| 1 | Boussu | 13,21          | 11.019            | 834               | 53014A   |
| 2 | Hornu  | 6,76           | 8.823             | 1.304             | 53014B   |

### Quartiers de la commune
- Gare de Boussu.
- Grand place.
- Moulin de brique.
- Cité du foyer moderne.
- Quartier de l'alliance
- Quartier Barabas.
- Quartier vedette.
- Place Saint-Charles.
- Petit Bruxelles.
- Boussu-Bois.
- Cité hades.
- Cité de la corderie.
- Hornu.
- Petit-Hornu.
- Grand-Hornu.

## Démographie

### Démographie: Avant la fusion des communes
- Source: DGS recensements population

### Démographie: Commune fusionnée
En tenant compte des anciennes communes entraînées dans la fusion de communes de 1977, on peut dresser l'évolution suivante :
Les chiffres des années 1831 à 1970 tiennent compte des chiffres des anciennes communes fusionnées.
- Source: DGS , de 1831 à 1981=recensements population; à partir de 1990 = nombre d'habitants chaque 1 janvier[2]

## Jalons historiques
La commune est déjà occupée à la Préhistoire au lieu-dit Saint-Antoine (Boussu-Bois) et à Boussu-Centre.
En 768, sous Charlemagne, Boussu porte le nom de bourg, ce qui semble indiquer l'existence d'un château.
Au XIIIe siècle, est érigé à Boussu un château-fort qui aura son heure de gloire aux XVe et XVIe siècles.
Les enfants de Regnier au Long-Col, après la bataille de Péronnes en 974, se fortifient dans le château de Boussu. La plus grande partie de ce village formait un fief important relevant du comté de Namur et qui appartint successivement aux familles de Boussu, de Ramignies, de Fontaine, de Hénin-Liétard et Riquet de Caraman. Les seigneurs avaient pour devise : Je y seray Bossut.
En 1478, le château de Boussu est pris par Louis XI.
Vers 1490, Isabelle de Lalaing et son époux Pierre de Hennin-Liétard passent commande d'un livre d'heures auprès du Maître d’Antoine Rolin. Cet ouvrage luxueusement enluminé, connu sous le nom de Heures de Boussu, est conservé à la Bibliothèque de l'arsenal.

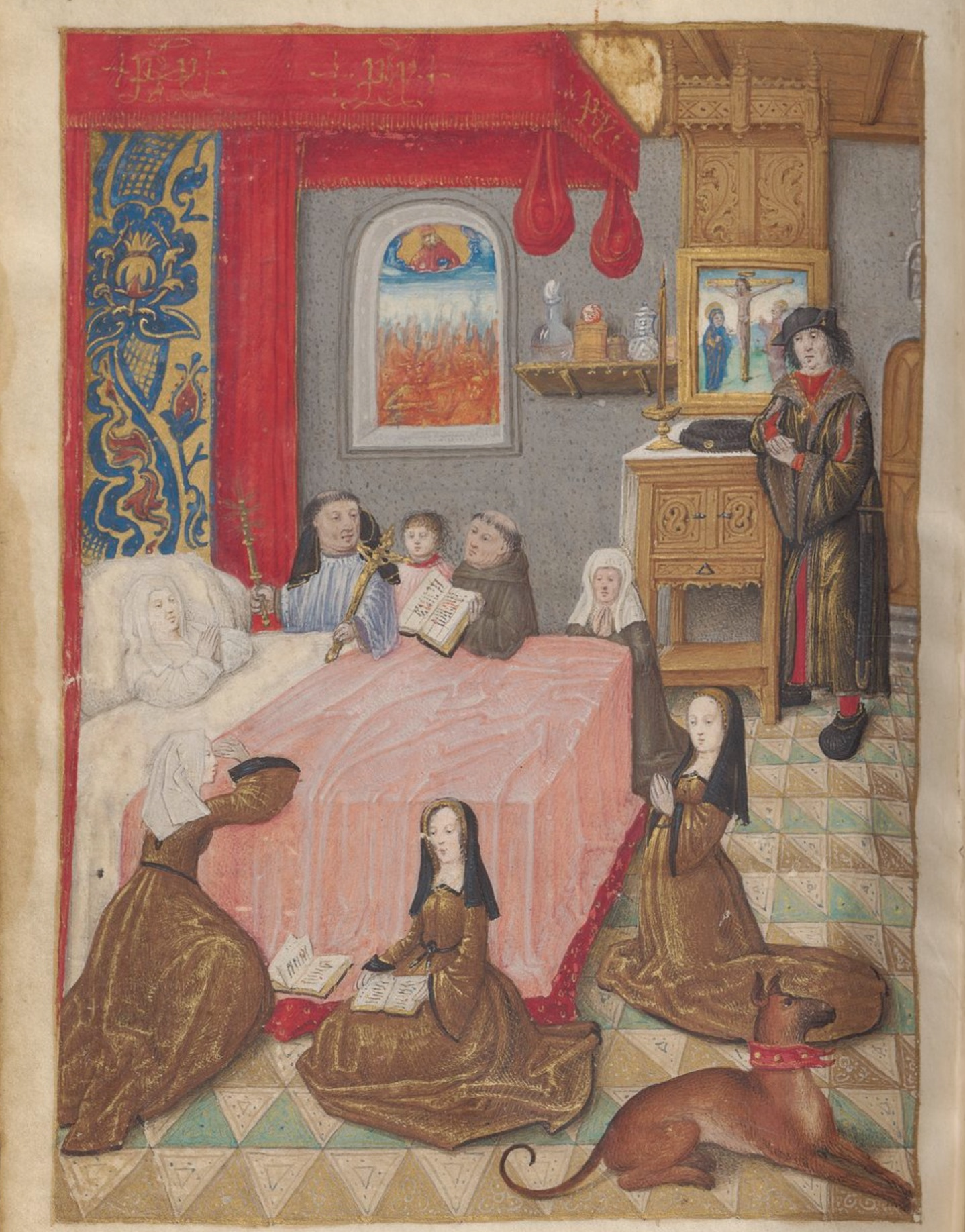
Heures de Boussu (BNF). Intérieur d'une chambre. (1490).

En 1510, Maximilien d’Autriche et Charles, prince d’Espagne, octroient au bourg de Boussu un franc marché, le mardi de chaque semaine.
En 1539 : début de la construction d'un château Renaissance sous la direction de Jacques Du Brœucq.
En 1555, l'empereur Charles Quint érige cette seigneurie en comté, en faveur de Jean de Hénin-Liétard, seigneur de Boussu, gentilhomme de sa chambre.
En 1655, le roi Louis XIV prend le château de Boussu et assiège la ville de Saint-Ghislain accompagné du Cardinal Mazarin.
Le 28 avril 1792, le général autrichien de Beaulieu surprend les Français, campés à Boussu, et les met en déroute.
Le 4 novembre 1792 a lieu le combat de Boussu entre l'armée autrichienne et l'armée française (Première Coalition).
Au XIXe siècle : Le général-comte Maurice Gabriel de Riquet de Caraman fait bâtir un castel sur les ruines du châtelet d'entrée du château de Du Brœucq.
En 1914-1918, occupation allemande.
En 1940-1945, occupation allemande.
- Destruction du pont-rail des Herbières.

En 1960 : fermeture des 3 derniers charbonnages de Boussu-Bois.

## Armoiries
|  | Boussu avait obtenu en 1913 la reconnaissance d'armoiries figurant sur un ancien sceau scabinal. Hornu utilisait officieusement depuis 1946 des armoiries reprenant celles d'un sceau scabinal daté de 1599. Blasonnement : 2 écus : à dextre : de gueules à la bande d'or, l'écu surmonté d'une couronne à douze perles posées sur le cercle ; à senestre : parti : à dextre, coupé : au premier d'or à l'aigle bicéphale de sable, au second écartelé aux 1 et 4 de gueules à deux bars adossés d'argent, aux 2 et 3 d'argent à un buste d'homme de gueules ; à senestre, d'azur semé de fleurs de lis d'or dans un treillissé d'argent ; l'écu sommé d'une mitre d'or posée sur une crosse du même, le crosseron dirigé à senestre. - Délibération communale : 14 décembre 1982 - Arrêté de l'exécutif de la communauté : 9 mars 1987 |
|  | Blason de Boussu avant la fusion. Blasonnement : De gueules à la bande d'or, l'écu surmonté d'une couronne à douze perles. DC 16 avril 1912 - AR 19 mai 1913 - MB 14 juin 1913 |

## Administration municipale et politique

### Liste des bourgmestres depuis 1977
| Période | Période  | Identité            | Étiquette | Qualité    |
| ------- | -------- | ------------------- | --------- | ---------- |
| 1977    | 2006     | Robert Urbain       | PS        | Professeur |
| 2006    | 2024     | Jean-Claude Debiève | PS        |            |
| 2024    | En cours | Sandra Narcisi      | PS        |            |

### Vie politique
La vie politique Boussutoise est marquée depuis le début par la prédominance du Parti socialiste. En 2015, le Parti socialiste ouvre sa majorité au parti ecolo et offre l'échevinat de la mobilité et de l'environnement.
En 2018, le Parti socialiste, malgré la majorité absolue dont il dispose, passe pour la première fois sous la barre des 50 % aux élections communales. Quatre listes sur les huit présentes seront représentées au conseil communal : 
- Le Parti socialiste (16 sièges) ;
- La liste citoyenne Agora (3 sièges) ;
- la liste de cartel Echo (CDH-Ecolo) (4 sièges) ;
- La liste Rassemblement citoyen (2 sièges).

À la suite des élections communales du 13 octobre 2024, Parti socialiste a obtenu 52,90 % des voix, soit une augmentation de 4,97 % par rapport aux élections précédentes. Cette progression, bien qu'importante, a conduit à une perte d’un siège pour le PS, qui en décroche 15 cette fois, en raison du mode d’attribution des sièges suivant la clé Imperiali. Sandra Narcisi devient la première bourgmestre élue de l'histoire de Boussu, marquant un moment historique pour la commune.
Par ailleurs, certains groupes politiques comme la liste citoyenne AGORA ne se sont pas représentés. Leur ancien chef de groupe, Cyril Mascolo, a rejoint la majorité en devenant président du conseil communal.
Du côté de l’opposition, le groupe Les Engagés a remporté 6 sièges, tout comme le groupe AlternatiV, composé de membres Ecolo, de libéraux du MR et de socialistes dissidents.

### Conseil et collège communal 2024-2030
Ci-dessous, le tableau des résultats des élections communales de 2024.
| Parti | Parti       | Voix (2024) | Voix (2018) | % (2024) | % (2018) | +/-    | Sièges  | +/- | Collège |
| ----- | ----------- | ----------- | ----------- | -------- | -------- | ------ | ------- | --- | ------- |
|       | LES ENGAGÉS | 2.267       | -           | 22,16%   | -        | 0.0 %  | 6 / 27  | 6.0 | Non     |
|       | PS          | 5.412       | 5.111       | 52,90%   | 47,92%   | 4.97 % | 15 / 27 | 1.0 | Oui     |
|       | AlternatiV  | 2.552       | -           | 24,94%   | -        | 0.0 %  | 6 / 27  | 6.0 | Non     |
|       | MR          | -           | 495         | -        | 4,64%    | 0.0 %  | - / 27  | 0.0 | Non     |
|       | LA DROITE   | -           | 237         | -        | 2,22%    | 0.0 %  | - / 27  | 0.0 | Non     |
|       | PP          | -           | 312         | -        | 2,93%    | 0.0 %  | - / 27  | 0.0 | Non     |
|       | JEXISTE     | -           | 465         | -        | 4,36%    | 0.0 %  | - / 27  | 0.0 | Non     |
|       | ECHO        | -           | 1.676       | -        | 15,71%   | 0.0 %  | - / 27  | 4.0 | Non     |
|       | RC          | -           | 1.166       | -        | 10,93%   | 0.0 %  | - / 27  | 2.0 | Non     |
|       | AGORA       | -           | 1.203       | -        | 11,28%   | 0.0 %  | - / 27  | 3.0 | Non     |
| Total | Total       | 10 231      | 10 665      | 100 %    | 100 %    |        | 27      |     |         |

| Collège communal   |                                   |    |
| ------------------ | --------------------------------- | -- |
| Bourgmestre        | Sandra Narcisi dite Barbi Narcisi | PS |
| 1er Échevin        | Tanguy Van Mullem                 | PS |
| 2e Échevin         | Jean Homerin                      | PS |
| 3e Échevin         | Michel Vachaudez                  | PS |
| 4e Échevin         | Eric Bellet                       | PS |
| 5e Échevine        | Sabrina Barbarotta                | PS |
| Présidente du CPAS | Céline Honorez                    | PS |

### Jumelage
- Apt (France) depuis 1981
- Anzin (France)
- Behren-lès-Forbach (France)
- Willebroek (Belgique)
- Hammam Sousse (Tunisie)

## Patrimoine et culture

### Monuments et sites remarquables

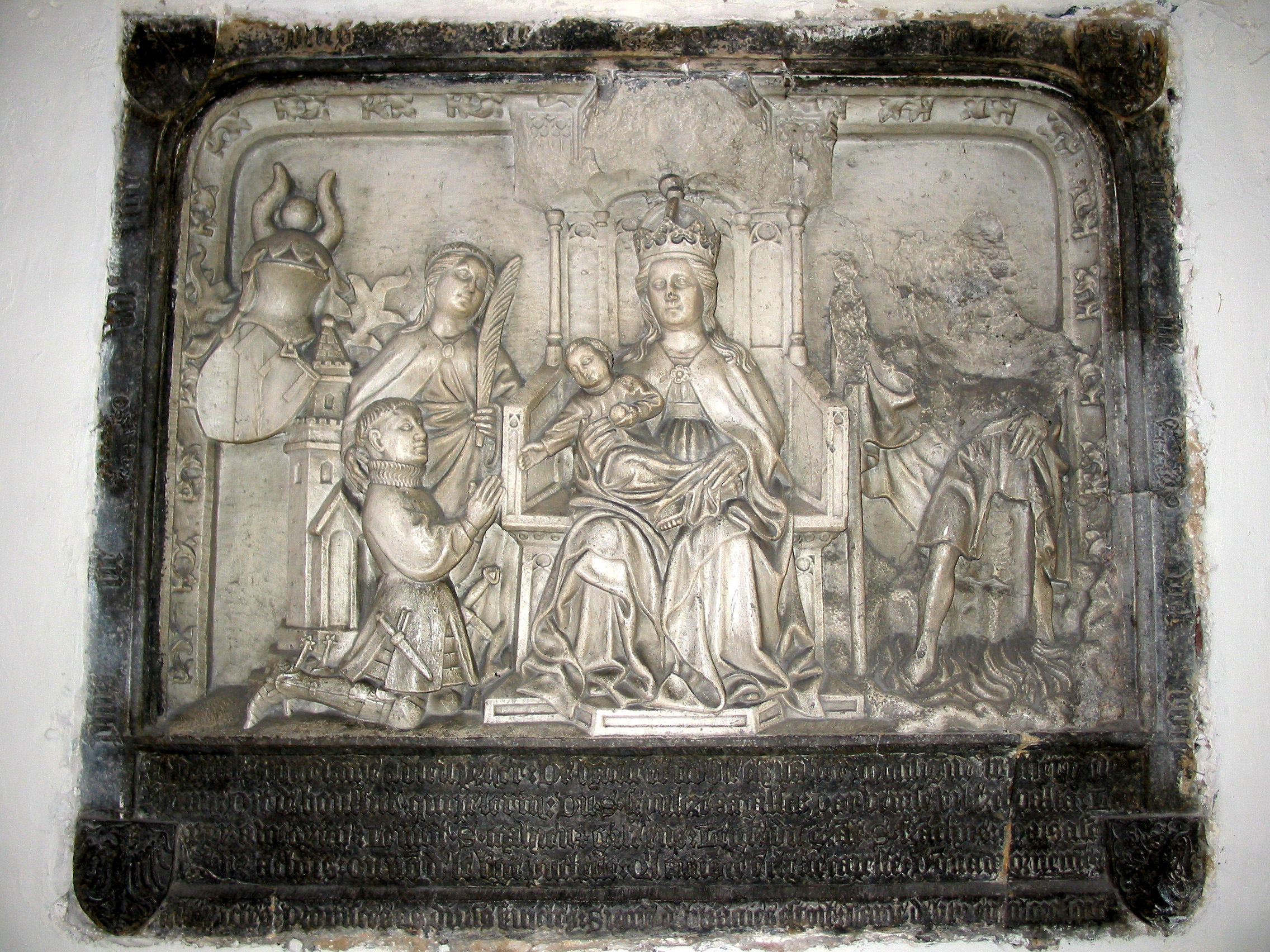
Mémorial de Thierry de Hennin-Liétard (1406-1430).

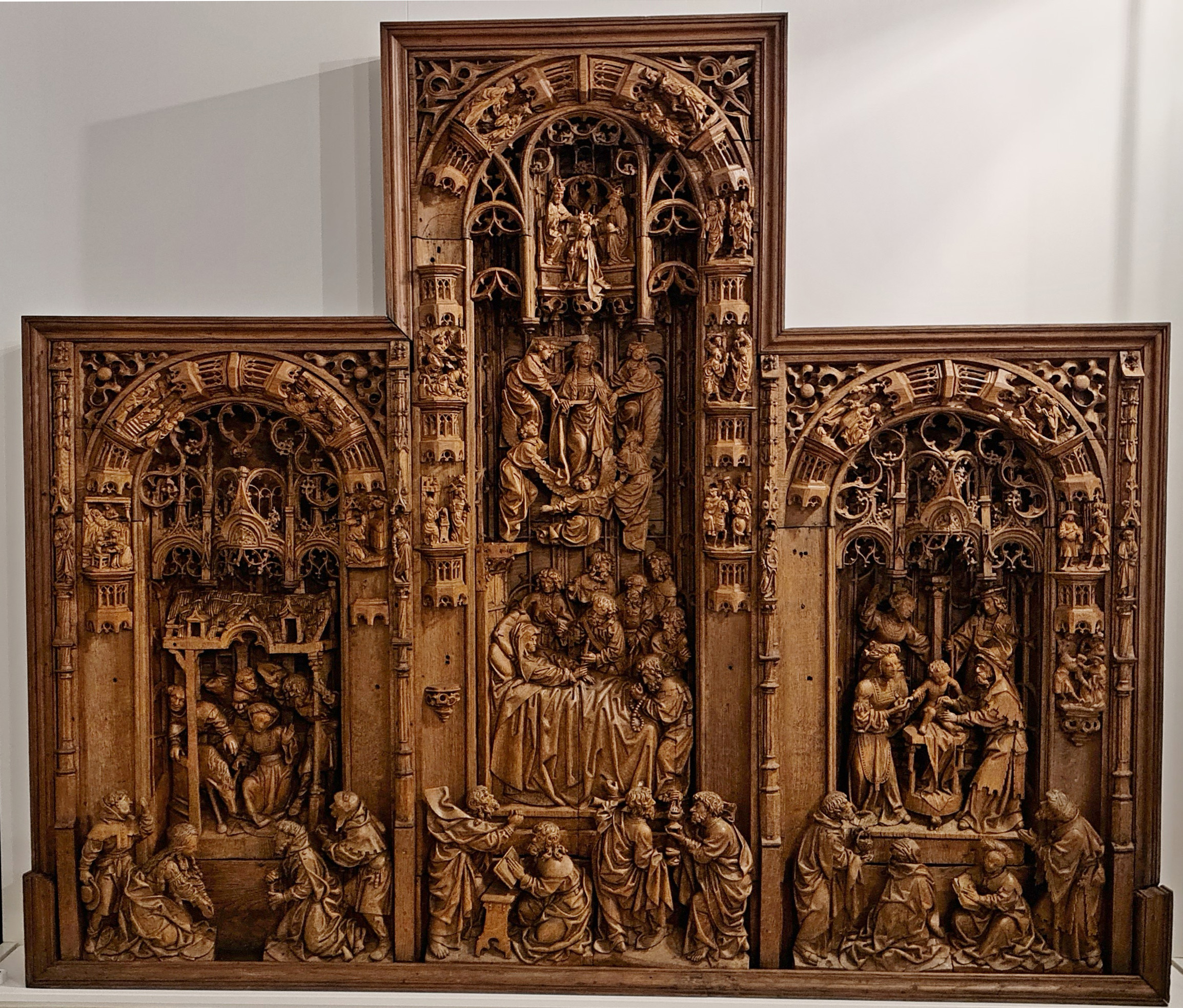
Retable de la Vierge (XVIe siècle).

La Chapelle seigneuriale de Boussu qui jouxte l'église Saint-Géry de Boussu-Centre a été fondée au XIIe siècle et remaniée au début du XVIe siècle. Entièrement restaurée en 2015, elle renferme une crypte, deux mausolées de style Renaissance et un troisième de style baroque, ainsi que divers bas-reliefs de l'école Tournaisienne. Le monument le plus ancien de la chapelle est un bas-relief funéraire servant de mémorial à Thierry de Hennin-Liétard, mort à Venise en 1430. Outre un gisant maniériste en albâtre attribué au sculpteur montois Jacques Du Brœucq (1505?-1584), la crypte contient aussi un transi en pierre de Baumberger représentant un cadavre décharné rongé par les vers, appelé dans la région « l'homme à moulons », attribué à Colijn de Nole.
La chapelle abrite aussi le retable de la Vie de la Vierge attribué à Passchier Borreman, qui se trouvait dans l’église Saint-Géry contigüe. Ce retable a été installé en janvier 2023 après restauration par l’Institut Royal du Patrimoine Artistique et réintégration des 12 statuettes volées en 1914, longtemps détenues par le musée Musée Boijmans Van Beuningen de Rotterdam et récupérées en 2019 par décision judiciaire. Le retable est placé dans la galerie supérieure de la chapelle et protégé par une vitre blindée.
Le site du parc du château de Boussu. Construit par Jacques Du Broeucq en 1539, ce  château de style Renaissance faisait 100 mètres de côté et possédait des écuries pouvant recevoir 300 chevaux. Jean V de Hennin-Liétard, premier et grand écuyer de Charles-Quint y reçut l’empereur à deux reprises, ainsi que son fils Philippe. Plusieurs hôtes de marque y séjournèrent, tels Louis XIV, Mazarin et le futur roi d'Angleterre Guillaume III.
Le château ayant été détruit par les guerres, seul subsistait le châtelet d’entrée qui fut transformé en résidence pour la famille de Caraman en 1810, avec un parc à l’anglaise. La famille de Nédonchel, devenue propriétaire du site en 1836, entreprit des travaux d’agrandissement du châtelet en y ajoutant entre autres une chapelle. Le 2 septembre 1944, le château, qui servait d'entrepôt de munitions, a été dynamité par l'armée allemande en retraite.
Depuis 2010, l’asbl Gy Seray Boussu a entrepris la restauration du site pour y installer un centre d’interprétation, un musée et un lapidarium. Il est aussi prévu d'y ajouter une salle d’expositions temporaires, une bibliothèque et un centre de documentation sur la Renaissance dans les pays du Nord de l’Europe.
Le site dit du Grand-Hornu à Hornu regroupe les vestiges industriels d'une mine et des corons adjacents, parmi les premiers en Europe, dus à l'architecte Bruno Renard (1810-1830). Le site abrite maintenant le musée des Arts Contemporains de la Communauté française, le MAC's, réputé pour ses expositions et dont l'architecture se fond totalement dans les vestiges du site du Grand-Hornu.
La cité amphithéâtre Hadès est une autre curiosité architecturale située à proximité du Grand-Hornu. Dessiné par l'architecte Henri Guchez, ce complexe regroupe des appartements, des studios et des bureaux. Sa particularité est d'être construite en forme de colisée. Sa gestion a suscité la controverse.

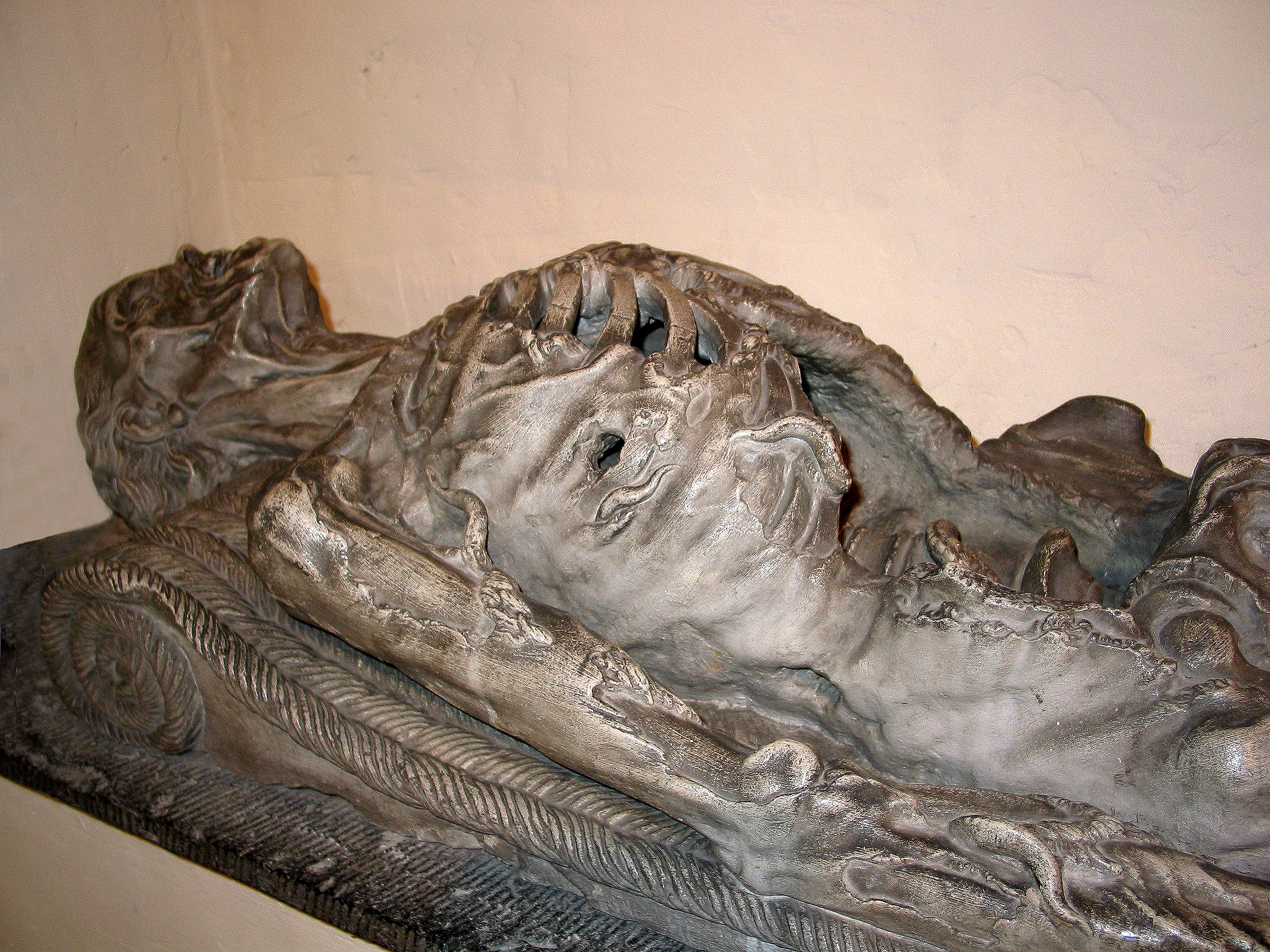
L'étonnant transi appelé « l'homme à moulons » (XVIe siècle).
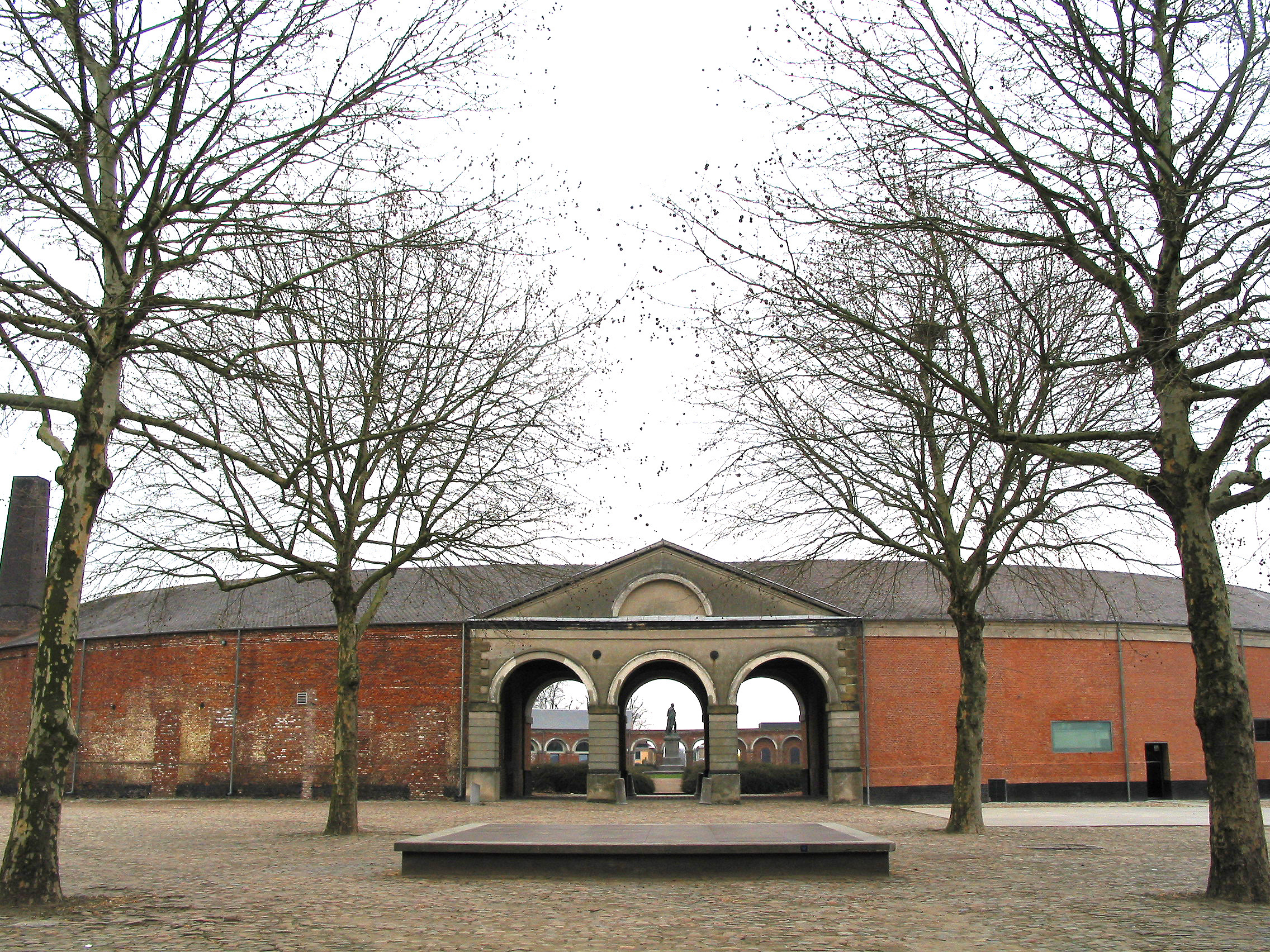
Portique monumental de la seconde cour du « Grand-Hornu ».
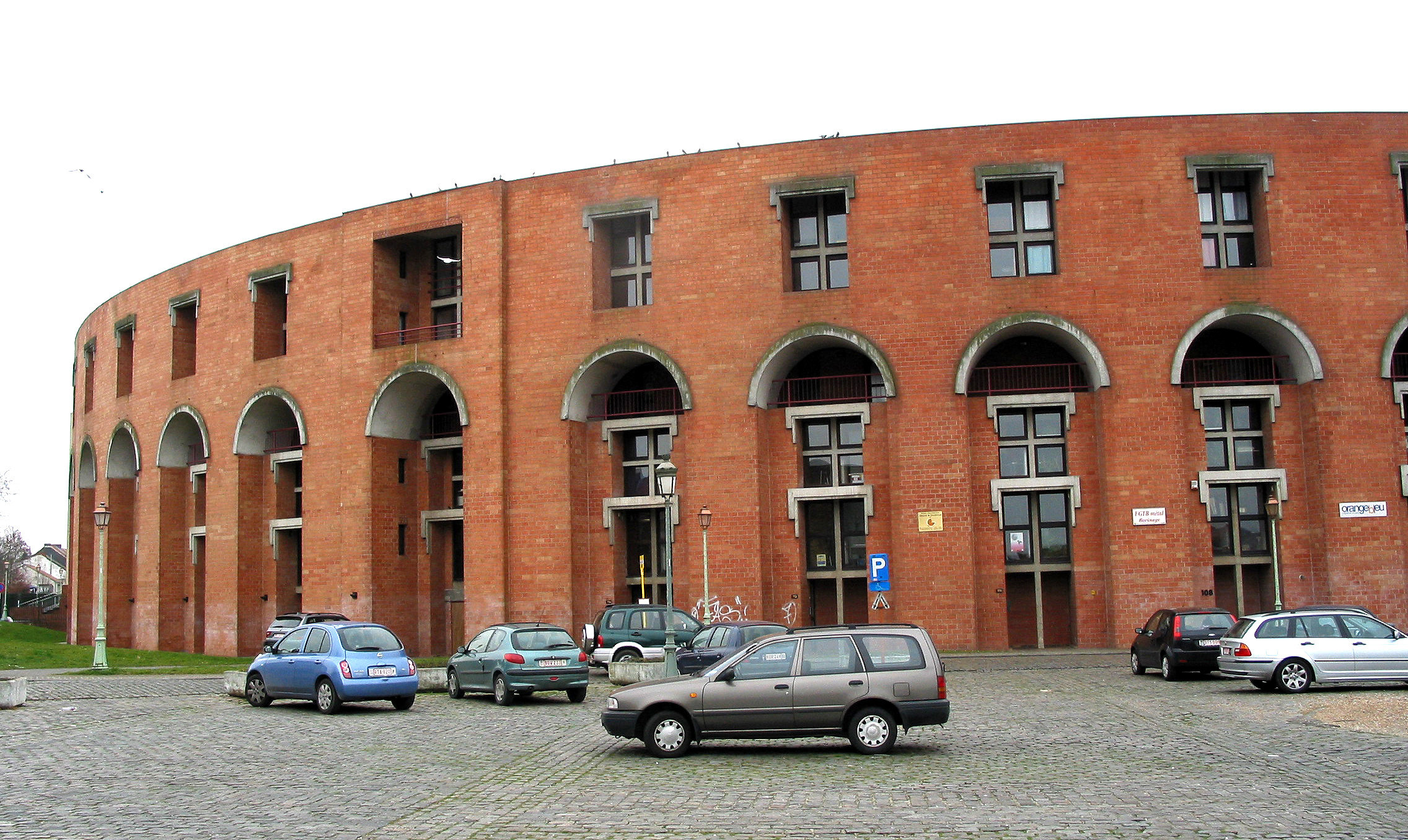
La cité Hadès (1975).

#### La place de Boussu
La place de Boussu est bordée par la rue Neuve, la rue François Dorzée, la rue Guérin et enfin la rue du centenaire et son parking. Celle-ci  est aussi entourée par de nombreux commerces ainsi que par une pharmacie, l'ancien orphelinat, la maison communale, le CPAS et la justice de paix.

C'est le 5 février 1825, que le conseil communal décide de construire une justice de paix ainsi qu’une maison communale. Inspirée de la Renaissance italienne, la maison communale en pierre bleue et en briques comprend un rez-de-chaussée bas, imbriqué dans le soubassement en pierre. Composée aussi de deux étages, eux-mêmes constitués de sept travées séparées par des colonnes en pierre surmontées de chapiteaux. La partie centrale de l'édifice est percée d'une double porte s'ouvrant sur un escalier menant au premier étage. Au-dessus de la porte, il y a un grand balcon en pierre qui orne la travée principale du deuxième étage surmontée de l'inscription « Maison Communale ». Toutes les ouvertures sont cintrées et surmontées d'un double bandeau de pierre. La maison communale a été construite en 1875, sur les plans de l'architecte J. Hubert. Financée par François Dorzée (1813-1897) le premier magistrat Boussutois, celui-ci  très ambitieux pour sa commune contacte en 1874 un architecte renommé, le Montois Joseph Hubert (1822-1910) et lui confie la réalisation d'une nouvelle maison communale en rapport avec la démographie de l'époque. En effet, Boussu connu une augmentation de sa population, qui tripla en cinquante ans. Un campanile avec une horloge et l'inscription 1875 se trouve au-dessus de la façade.

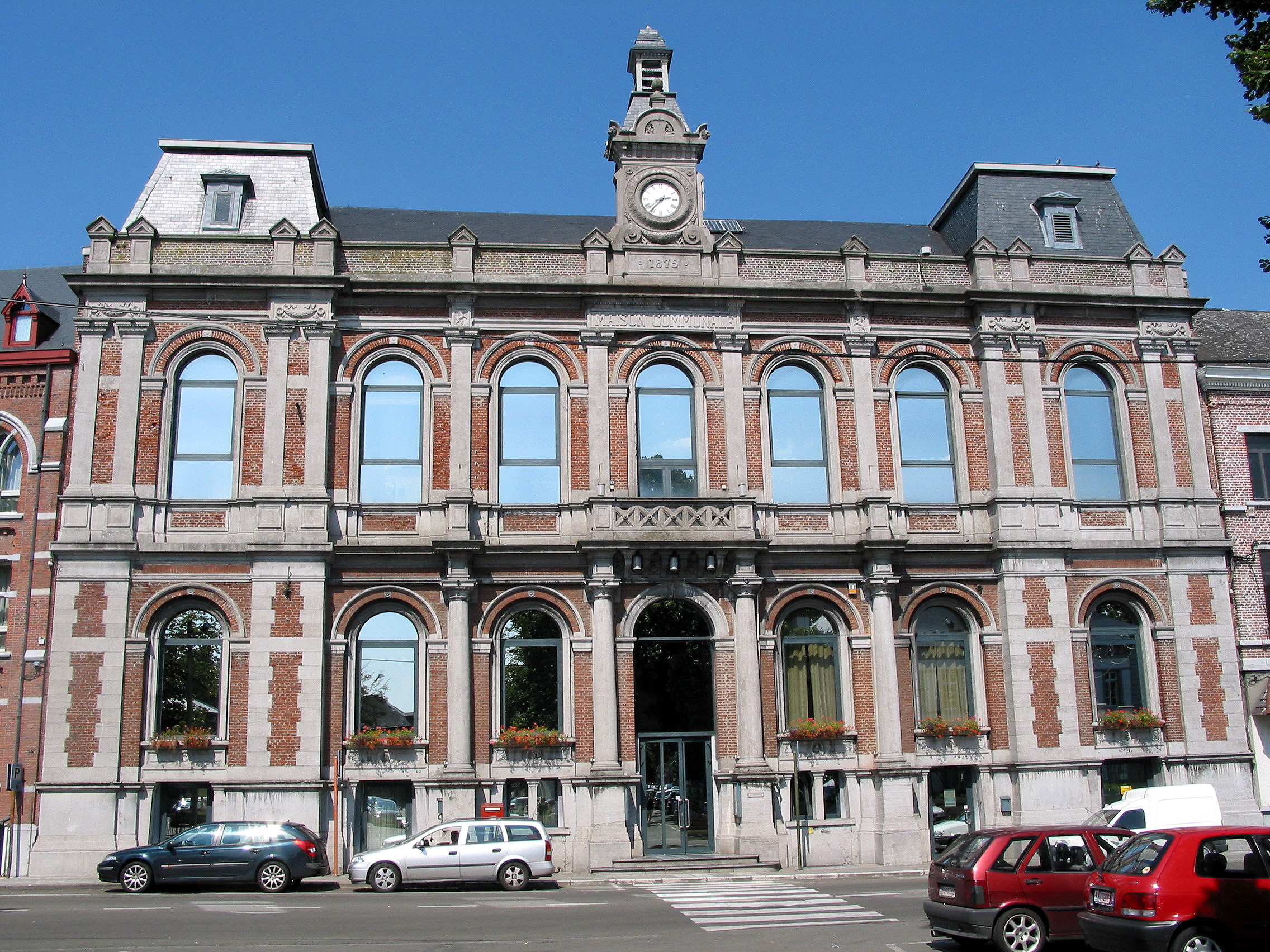
La maison communale.

La Justice de paix aura servi de maison communale jusqu'en 1875. Celle-ci a été financée par un remboursement de l’État français ainsi que par une partie des sommes récoltées par les occupants sur le sol de Boussu, lors de la vente en août 1813, des biens communaux (principalement des terres marécageuses). Les auteurs de ce projet sont Monsieur Wachez, architecte et géomètre à Boussu, et l’entrepreneur Mathieu Malingreau, maître-maçon de Quaregnon. Cette construction est de style néo-classique en pierre bleue et briques enduites et stuquées. La façade est surmontée d'un fronton triangulaire orné d'une balance ainsi que l'inscription « Justice de paix », ajoutée lors de la restauration de l'édifice. Cependant, le millésime 1822 présent sur la façade a été ajouté erronément durant cette même restauration. Le toit quant à lui, est couvert d'ardoises et percé de quatre petites lucarnes. Une galerie centrale donne accès à l'enclos dans lequel sont bâties l'église paroissiale Saint-Géry et la chapelle funéraire des seigneurs.

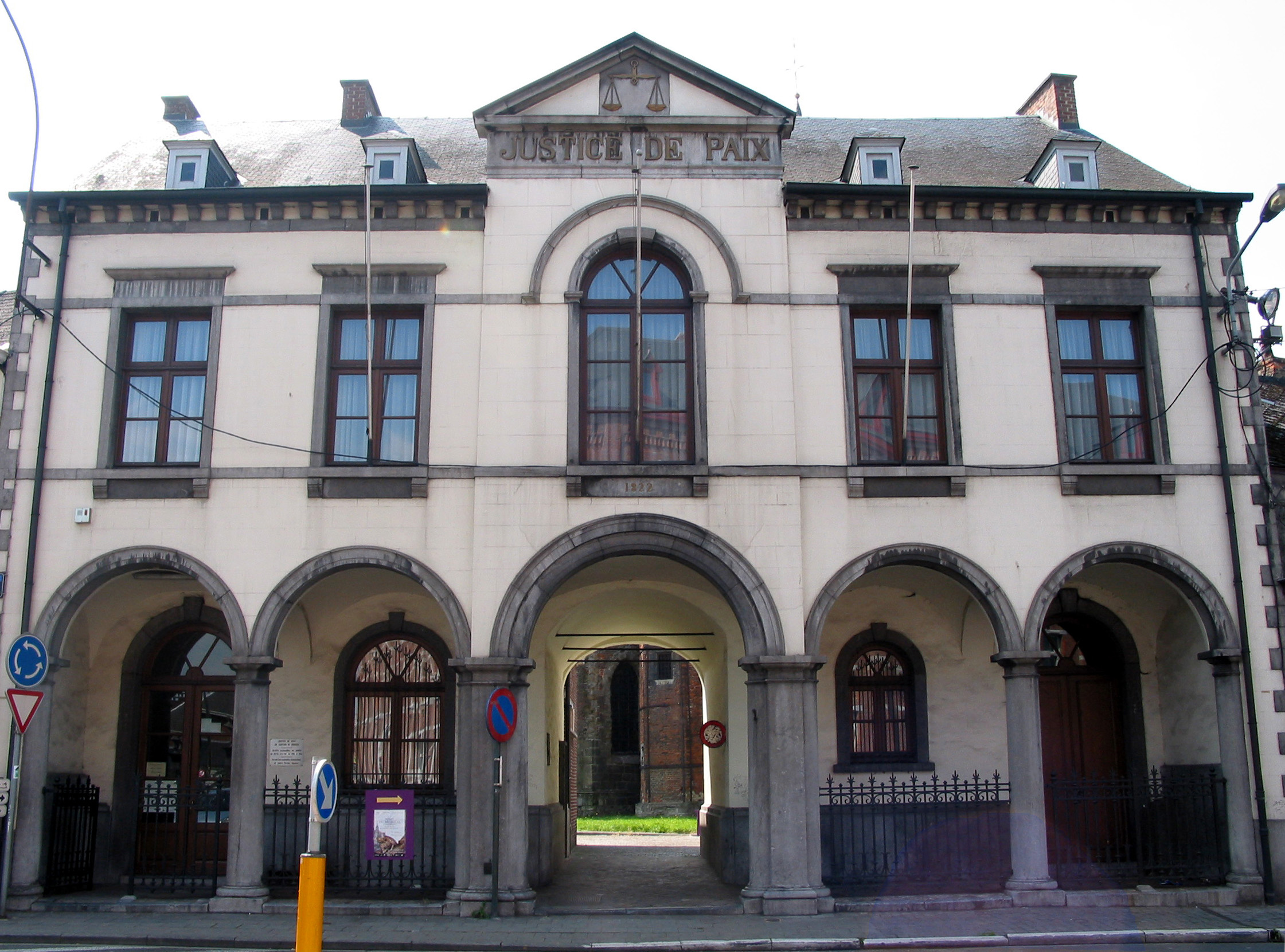
Justice de paix.

La chapelle funéraire des seigneurs de Boussu a été construite avant l'église et se trouve au chœur de celle-ci. Deux fenêtres gothiques en éclairent le chevet à trois pans. Une troisième fenêtre est aveugle. Des ardoises couvrent la toiture et la pierre et la brique sont les principaux matériaux de construction de la chapelle. La porte Renaissance droite et moulurée porte la devise : « GY SERAY BOVSSV » qui est celle de Jean de Hénin-Liétard, premier comte de Boussu.
À droite de cette porte se trouve une autre porte similaire qui donne accès par l’extérieur uniquement, à l'une des galeries latérales de la chapelle et au jubé de celle-ci. À l'intérieur du bâtiment,  on peut y retrouver un crucifix et six chandeliers d'autel en cuivre argenté, d'époque empire. Un millésime 1716 se lit sur une pierre du mur sud de l'église Saint-Géry, cette date commémore l’exécution des réparations. Cette église est de style gothique hennuyer, est construite sur le plan d'une croix latine et orientée vers l'est. L'église actuelle a été construite plus tard, mais la date reste inconnue.
À l'orphelinat d’importants travaux d'agrandissement y sont menés en 1955. Une aile moderne est construite sur deux niveaux à l’arrière perpendiculairement à l'ancien bâtiment. De 1988 à 1990, la salle des fêtes a été transformée en une restauration par l'architecte Van Craenenbroeck.
Les bâtiments rénovés ont été inaugurés le 2 juin 1990 et la salle culturelle a été inaugurée la même année. En 1991, l'administration communale achète une partie des bâtiments voisins de l'orphelinat afin de permettre une extension de ses services, dont l'installation de la salle du conseil communal dans la partie supérieure de la chapelle de l'orphelinat, inauguré en 2000. Aujourd’hui, l'orphelinat fait l'objet d'un projet de rénovation alliant logements et locaux administratifs.
Au centre de la place de Boussu, juste devant la maison communale, se trouve un kiosque. Un premier kiosque a été érigé pour la première fois en 1863. Il fut remplacé le 12 mai 1912 par un second kiosque, plus grand et moderne. Celui-ci fut construit par M. Mailleux (on peut voir sur l’une des pierres du kiosque son nom gravé dans celle-ci). Ce kiosque peut contenir cent-dix interprètes et a pour fonction d’accueillir des groupes de musique.

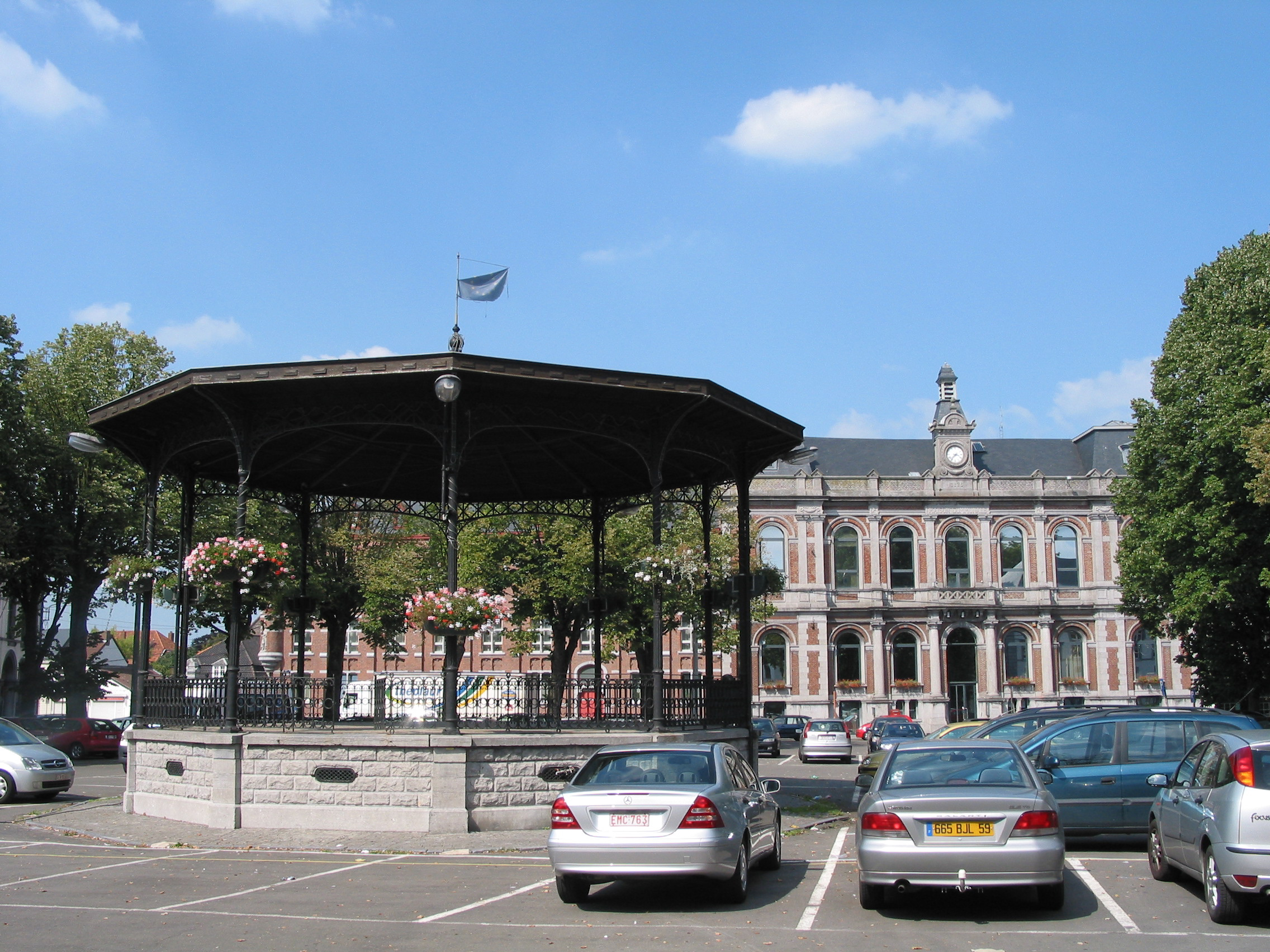
Le kiosque sur la place.

Ce deuxième kiosque est constitué d’un socle en pierres de forme décagonale qui porte la structure métallique peinte en vert à l’époque de dix colonnes en fonte avec garde-corps et des supports de toiture à croisillons. Le tout est couvert d’une superstructure assez plate en bois et en métal.

## Enseignement
| Écoles                                    | Adresses                               |
| ----------------------------------------- | -------------------------------------- |
| École du Centre                           | Rue Neuve, 24, à Boussu                |
| École du Calvaire                         | Rue du Calvaire, 19, à Boussu          |
| École de la Nichée Studieuse              | Rue de la Nichée Studieuse à Boussu    |
| École de l'Alliance                       | Rue de l'Alliance, 19, à Boussu        |
| École maternelle « Jardin de l’Autreppe » | Quartier Sentinelle à Boussu           |
| École du Foyer Moderne                    | Quartier Robertmont, 1, à Boussu       |
| École du Champ des Sarts                  | Rue de Bavay, 135, à Hornu             |
| École du Grand Hornu                      | Route de Mons, 202, à Hornu            |
| École de la Chapelle                      | Rue de Binche, 80, à Hornu             |
| École du Centre                           | Rue De Mot, 110, à Hornu               |
| École maternelle « Jardin de Marion »     | Rue Bastien, 106, à Hornu              |
| École maternelle « Jardin de Clarisse »   | Rue Clarisse, à Hornu                  |
| École maternelle « Jardin des Sarts »     | Rue des Nouvelles Écoles, 106, à Hornu |

## Économie

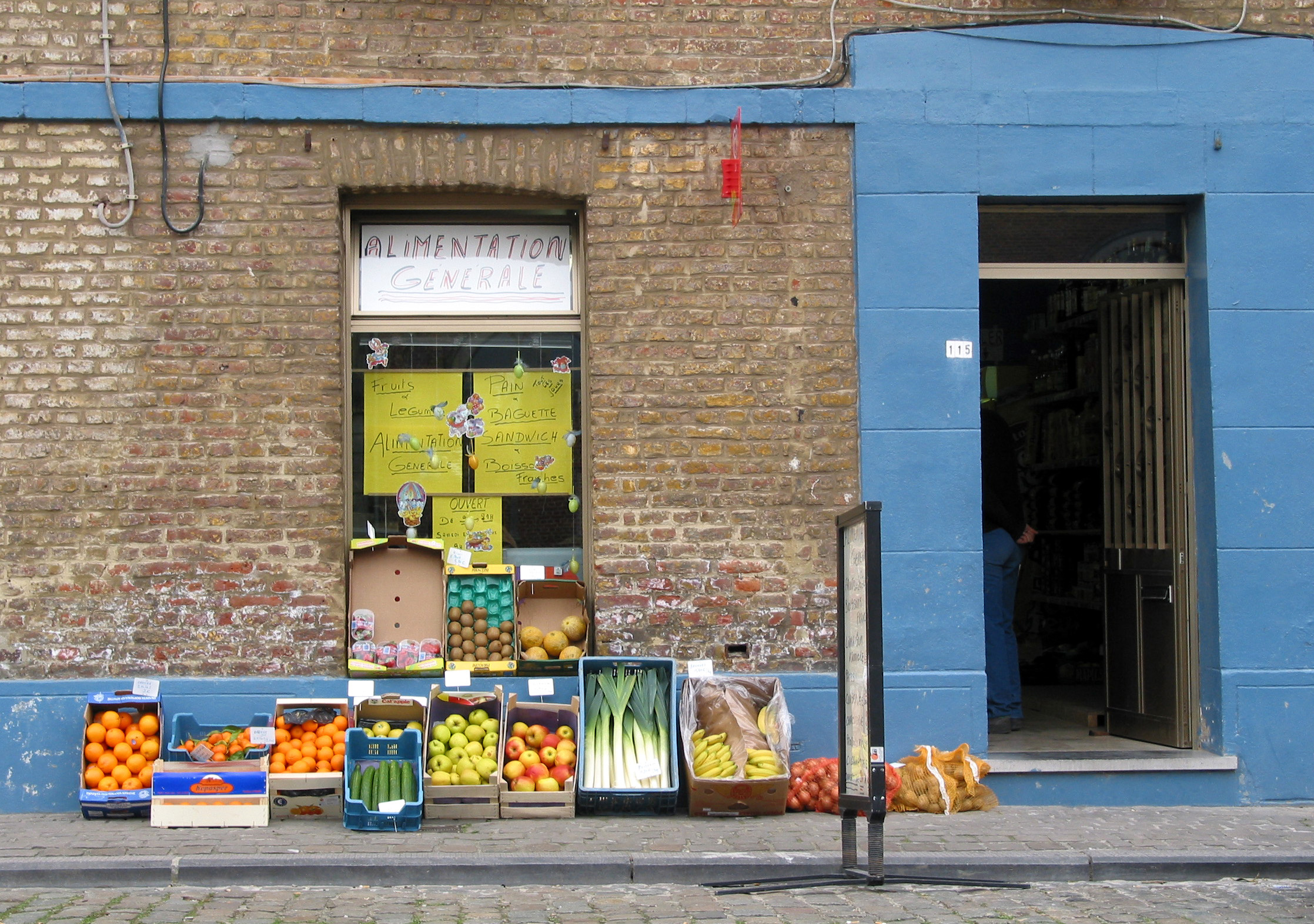
Petite épicerie d'un coron du « Grand-Hornu ».

Boussu était une prospère cité industrielle du Borinage (charbonnages, verrerie, ateliers de construction, dans l’industrie du chemin de fer et de la navigation) jusqu’au milieu du XXe siècle.
Le taux de chômage était de 25,55 % en 2010.
La région du Borinage où Boussu est implantée reçoit des subsides de l'Union européenne dans le cadre de l'Objectif 1. Il n'y a quasiment que des PME implantées dans la commune de Boussu.

### Une commune qui connaît des vagues migratoires
Dès la fin des années 1800, la commune Boussu accueille ses premiers migrants : des Belges francophones, mais aussi des personnes considérées comme des « agitateurs politiques », qui viennent s'y établir. Au siècle suivant viennent s'installer des communautés de Polonais , d'Italiens, d'Espagnols, de Portugais, suivies plus tard par des Marocains, Turcs, Algériens et Africains du sud.

## Sport et vie associative

### Sport
Le Royal Boussu Dour Borinage était un club belge de football basé à Boussu. Le club déménage à Seraing en 2014 et prend le nom de Seraing United. Un an plus tard, il devient le RFC Seraing, en hommage aux deux précédents clubs de la commune. Le club évolue actuellement en Division 2.

## Personnalités nées à Boussu
- Joachim Bottieau, judoka.
- Françoise Houdart, poétesse, nouvelliste et écrivaine de langue française.
- Jean-Robert Huart, karatéka.
- Hadja Lahbib, journaliste et femme politique belge.
- Marcel Moreau, écrivain de langue française.
- Claude Renard (auteur de bande dessinée).
- Robert Urbain, ministre d'État, ancien bourgmestre de Boussu, ancien ministre belge du Commerce Extérieur, ancien député.
- Chemcedine El Araichi, footballeur international marocain, né le 18 mai 1981 à Boussu. Il évolue au poste d'arrière droit.

- Maison de Hénin-Liétard, famille noble dont Boussu porte les armoiries.
- Maurice Gabriel de Riquet de Caraman (7 octobre 1765 - château de Roissy-en-France ✝ 3 septembre 1835 - château de Boussu, Hainaut, Belgique), militaire et homme politique français des XVIIIe et XIXe siècles.
- François Dorzée (1813-1897), bourgmestre de la commune pendant 38 ans, de 1859 à 1897.
- Selim Amallah, footballeur international marocain jouant au poste de milieu offensif. Né à Hautrage (Saint-Ghislain), il a grandi à Boussu (section de Hornu).